# تمام سلام
تمام صائب سلام (مواليد 1945) سياسي لبناني ورئيس الحكومة اللبنانية 73 (2014-2016) ، وهو نجل رئيس الوزراء السابق صائب سلام. وكان قد خلف والده سنة 1983 ولغاية سنة 2000 على رأس جمعية المقاصد الخيرية الإسلامية‌ وهو الآن رئيسها الفخري. كما أسس وترأس جمعية كشافة المقاصد الإسلامية والدفاع المدني المقاصدي.
بعد استقاله الرئيس نجيب ميقاتي من رئاسة الحكومة توافق على اسمه تحالف 14 آذار وجبهة النضال الوطني ممثلة بالنائب وليد جنبلاط كي يكون رئيساً للحكومة اللبنانية. شغل منصب رئيس الجمهورية اللبنانية إلى جانب منصب رئيس الوزراء بسبب عجز البرلمان اللبناني عن انتخاب رئيس للجمهورية خلفًا للرئيس السابق ميشال سليمان .

## نشأته وحياته الخاصة
ولد سلام في 13 مايو 1945 ببيروت . ينحدر من عائلة سنية قوية سياسياً في لبنان، فهو الابن الأكبر لرئيس الوزراء اللبناني السابق صائب سلام ، الذي شغل المنصب عدة مرات منذ الاستقلال. والدته تميمة مردم بك ابنة محمد رضا مردم بك من أصول سورية في دمشق. كان جده سليم علي سلام من المسؤولين اللبنانيين الذين خدموا في العهد العثماني والفرنسي. وبشكل أكثر تحديدًا ، شغل منصب نائب بيروت في البرلمان العثماني وكان أيضًا رئيسًا لبلدية بيروت. لتمام سلام شقيقتان وشقيقان أصغر منه.
تلقى دروسه الابتدائية في مدرسة الليسيه الفرنسية، في بيروت، ثم تابع دروسه التكميلية في مدارس جمعية المقاصد الخيرية الإسلامية، والثانوية في مدرسة هاي سكول، في برمانا، شمال شرق بيروت. ثم جامعة هايكازيان الأرمينية في بيروت.
تابع دروسًا جامعية في مادة الاقتصاد وإدارة الأعمال في إنجلترا، ثم عمل في الحقل التجاري لسنوات قليلة.
عام 1982، انتخب رئيسًا لجمعية المقاصد الخيرية الإسلامية، في بيروت، وهو اليوم رئيسها الفخري. تمام سلام متزوج من لمى سلام . له ابن يحمل اسم والده صائب، وابنتان ثريا وتميمة على اسم والدته 

## عضوية مجلس النواب اللبناني
انتخب نائباً في البرلمان بدورة 1996، لكنه خسر مقعده في انتخابات سنة 2000، ولم يشارك بانتخابات دورة عام 2005، بينما شارك في انتخابات عام 2009 بالتحالف مع رئيس تيار المستقبل سعد الدين الحريري واستطاع تحقيق النجاح. معروف بخطابه المعتدل، لا سيما في الملفين الشائكين في لبنان: سوريا وسلاح حزب الله

## المناصب الوزارية
في 11 يوليو 2008 عين وزيرًا للثقافة في حكومة الرئيس فؤاد السنيورة في عهد الرئيس ميشال سليمان، وذلك إلى 9 نوفمبر 2009.

## رئاسة الوزراء
أعلنت المعارضة اللبنانية تمام سلام مرشحها لرئاسة الوزراء  فور عودته من السعودية بعد لقاء بندر بن سلطان وسعد الحريري، وأعلن نبيه بري عن ترشيحه سلام لرئاسة الوزراء. وأعلن وليد جنبلاط أيضًا تأييده لترشيح تمام سلام وتوج ذلك في 6 من أبريل عندما أعلن الرئيس اللبناني ميشيل سليمان تكليفه سلام لرئاسة الحكومة اللبنانية الجديدة  بعد أن حصل على 124 صوت من أصل 128 يشكلون أعضاء مجلس النواب اللبناني، في 15 فبراير 2014 أعلن الرئيس تمام سلام حكومته المؤلفة من 24 وزيرًا ودعا في حينها جميع القوى السياسية اللبنانية إلى « التنازل لصالح مشروع الدولة والالتفاف حول الجيش والقوى الأمنية» .

### البيان الوزاري لحكومته
أكد رئيس الحكومة تمام سلام بعد تشكيل الحكومة على «ضرورة خلق مناخات ايجابية لاحياء حوار وطني حول القضايا الخلافية برعاية رئيس الجمهورية»، وقال: «اني امد يدي إلى جميع القيادات وأُعَوّل على حكمتها لتحقيق هذه الغاية، وادعوها جميعا إلى التنازل لصالح مشروع الدولة والالتفاف حول الجيش والقوى الامنية وابقائها بعيدا من التجاوزات السياسية. اننا ندرك ان المهمة استثنائية وضمن الامكانات المتاحة ولكن الثقة بتجاوب الجميع تدفعنا إلى التفاؤل».

## أزمة النفايات منذ تموز 2015
شهد وسط بيروت التجاري العديد من المظاهرات الحاشدة بعدما أخفقت حكومة تمام سلام بمعالجة أزمة النفايات  لأكثر من 7 أشهر منذ تموز 2015، ولا تزال الأزمة قائمة في حكومة سعد الحريري. وقد لوح سلام مراراً بالاستقالة ولكن دون الإقدام عليها. وقد صرح أن المشكلة في لبنان هي «النفايات السياسية».

## روابط خارجية
- تمام سلام على موقع مونزينجر (الألمانية)